# Сипил
Сипил је у грчкој митологији био један од Ниобида. 

## Митологија
Аполодор, Хигин и Овидије га наводе као једног од Ниобида. Према Овидијевим „Метаморфозама“, када су стреле засуле Ниобине синове и погодиле прворођеног, Исмена, недалеко од њега је био Сипил. Он је био зачуо звиждук стрела које су пробијале ваздух и у страху покушао да побегне на коњу кога је јахао, али га је стрела погодила кроз врат и он је пао са коња и умро. Према неким изворима, он је био најстарији Ниобид и када је био дечак, његова стрина Аедона је желела да га убије јер је завидела својој јетрви Ниоби што има више деце од ње. Међутим, грешком је убила свог сина Итила.